# Чернишов Василь Юхимович
Васи́ль Юхи́мович Чернишо́в (26 серпня 1908, село Красне Лівенського повіту, тепер Лівенського району Орловської області, Російська Федерація — 12 листопада 1969, місто Москва) — радянський партійний діяч, секретар ЦК КП(б) Білорусі, 1-й секретар Брестського та Мінського обласних комітетів КП(б) Білорусі, 1-й секретар Калінінградського обкому КПРС, 1-й секретар Приморського крайкому КПРС, командир партизанського з'єднання, генерал-майор (16.09.1943). Член Бюро ЦК КП(б) Білорусі в 1949—1951 роках. Член ЦК КПРС у 1952—1969 роках. Депутат Верховної Ради СРСР 3—7-го скликань. Герой Радянського Союзу (1.01.1944)

## Життєпис
Народився в родині робітника. З 1922 року — учень, дробильник Троїцького винзаводу Орловської губернії. Потім працював на залізничній станції Брянськ, був учнем залізничної вечірньої школи.
У 1926—1927 роках — у Червоній армії. У 1927 році закінчив Орловське військове піхотне училище.
У 1927—1928 роках — кондуктор-зчіплювач вагонів станції Брянськ-1.
Член ВКП(б) з 1928 року.
У 1928—1929 роках — відповідальний секретар Володарського районного комітету ВЛКСМ міста Брянська.
У 1929—1930 роках — завідувач відділу, секретар Брянського окружного комітету ВЛКСМ.
У 1930 році закінчив Брянський комуністичний університет.
У 1930—1933 роках навчався на робітничому факультеті та в Московському авіаційному інституті, закінчив два курси.
У 1933—1935 роках — 1-й секретар Клинцівського міського комітету ВЛКСМ Центрально-Чорноземної області; 1-й секретар Благовіщенського міського комітету ВЛКСМ Курської області.
У 1935—1937 роках — 1-й секретар Полоцького окружного комітету ЛКСМ Білорусі.
У 1937—1938 роках — 1-й секретар Жлобинського районного комітету КП(б) Білорусі.
У 1938—1939 роках — директор Жлобинського медичного технікуму Гомельської області.
У січні 1940 — березні 1941 року — 1-й секретар Василішковського районного комітету КП(б) Білорусі Барановицької області.
У березні — червні 1941 року — секретар Барановицького обласного комітету КП(б) Білорусі із транспорту.
Учасник німецько-радянської війни з червня 1941 року. У липні 1941 року в складі групи партпрацівників Білорусі направлений до Вітебської області для організації партизанського руху. У липні 1941 року створив партизанський загін, був призначений його комісаром. До вересня 1941 року загін виріс до 96 осіб, а восени на його базі створили партизанську бригаду, одну з перших у Білоруській РСР. Василя Чернишова призначили її комісаром.
У березні 1942 року відкликаний до Москви, пройшов курс підготовки і був закинутий до Барановицької області для розгортання партизанського руху. З 2 жовтня по 16 листопада 1942 року — уповноважений ЦК КП(б) Білорусі по партійному підпіллю Барановицької області. З 16 листопада 1942 року — уповноважений ЦК КП(б) Білорусі з організації партизанського руху в Барановицькій області. 19 березня 1943 — липень 1944 року — секретар Барановицького підпільного обласного комітету КП(б) Білорусі і командир Барановицького партизанського з'єднання північної зони. У липні — серпні 1943 року керував діями об'єднаних партизанських загонів при відбитті великомасштабної каральної експедиції німецьких військ.
Указом Президії Верховної Ради СРСР від 1 січня 1944 року за успішне керівництво партизанською боротьбою, особисту мужність і відвагу генерал-майору Чернишову Василю Юхимовичу присвоєно звання Героя Радянського Союзу з врученням ордена Леніна і медалі «Золота Зірка».
20 липня 1944 — жовтень 1946 року — 2-й секретар Барановицького обласного комітету КП(б) Білорусі.
У жовтні 1946 — грудні 1948 року — 1-й секретар Брестського обласного комітету КП(б) Білорусі.
У грудні 1948 — червні 1950 року — 1-й секретар Мінського обласного комітету КП(б) Білорусі.
3 червня 1950 — 10 липня 1951 року — секретар ЦК КП(б) Білорусі.
4 липня 1951 — 22 травня 1959 року — 1-й секретар Калінінградського обласного комітету ВКП(б) (КПРС).
10 травня 1950 — січень 1963 року — 1-й секретар Приморського крайового комітету КПРС.
У січні 1963 — грудні 1964 року — 1-й секретар Приморського промислового крайового комітету КПРС.
У грудні 1964 — 18 березня 1969 року — 1-й секретар Приморського крайового комітету КПРС.
У березні — 12 листопада 1969 року — заступник голови Комітету партійного контролю при ЦК КПРС.
Помер 12 листопада 1969 року після важкої, тривалої хвороби. Похований в місті Москві на Новодівочому цвинтарі.

## Військове звання
- генерал-майор (16.09.1943)

## Нагороди
- Герой Радянського Союзу (1.01.1944[2])
- шість орденів Леніна (1.01.1944,)
- орден Трудового Червоного Прапора
- орден Суворова І ст. (15.08.1944)
- орден Червоної Зірки (1.09.1942)
- медаль «За трудову доблесть»
- медалі